# AutoGyro

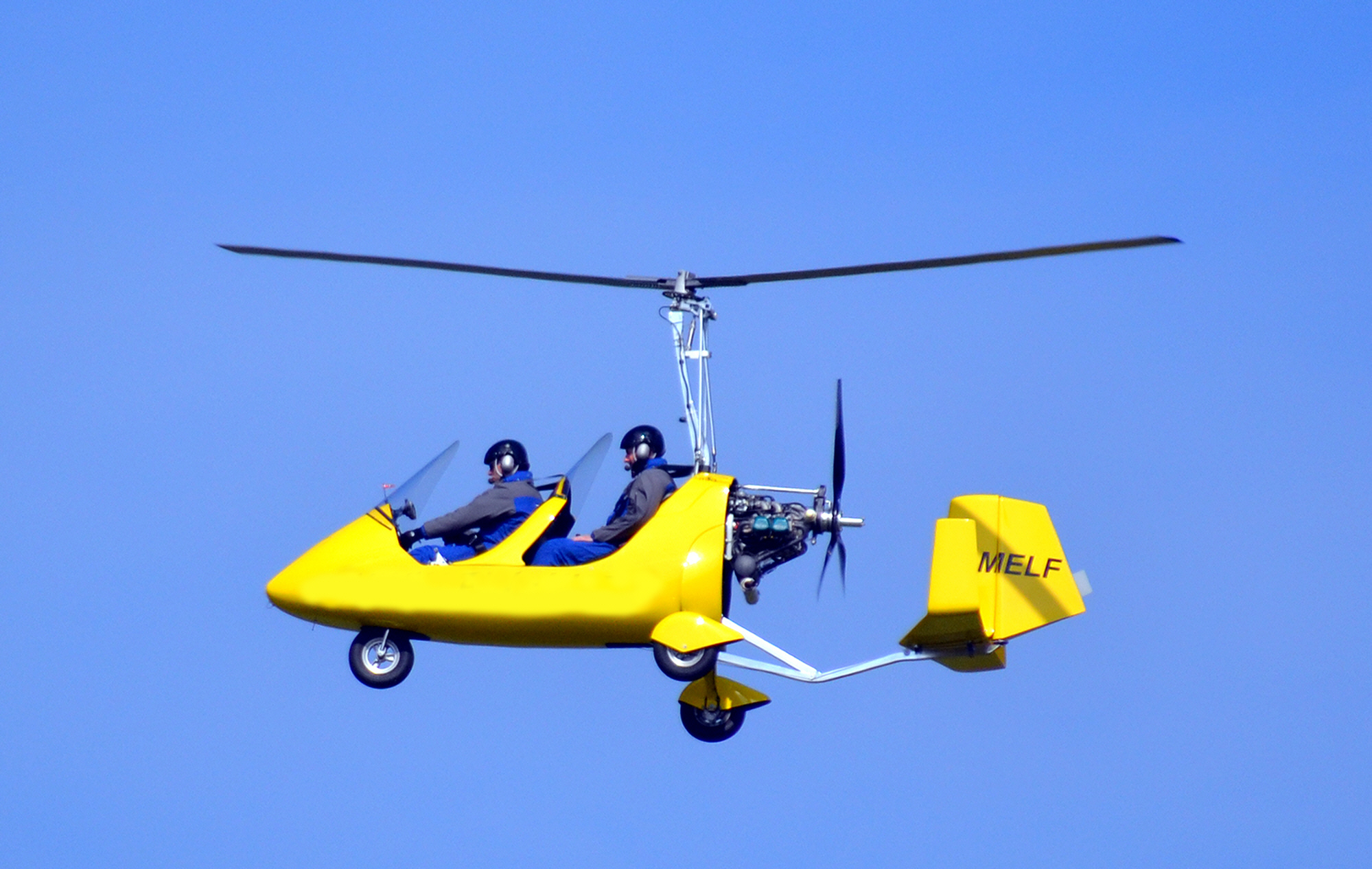
MTOsport

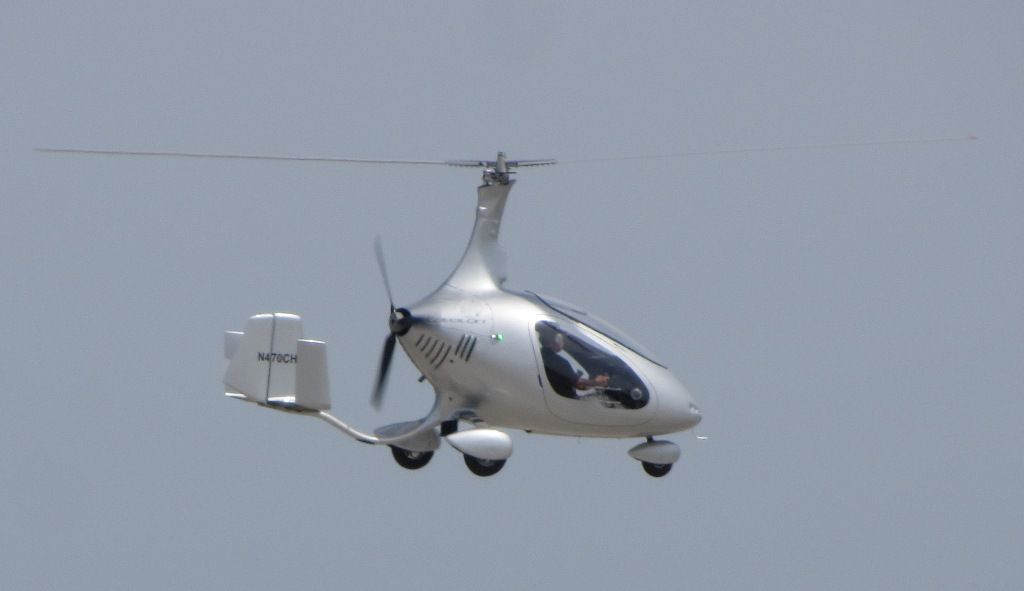
Cavalon (Red Dot Design Award 2012)

Die AutoGyro GmbH (früher HTC) ist ein deutscher Hersteller von Tragschraubern mit Sitz in Hildesheim.
Das 1999 gegründete Unternehmen gilt in diesem Bereich als Weltmarktführer, ist in mehr als 40 Ländern weltweit vertreten und stellt mit 88 Mitarbeitern jährlich mehr als 30 Tragschrauber in Serie her. Bekannt wurde das Unternehmen durch den Tragschrauber MT-03, der im Jahr 2003 als erster Ultraleicht-Tragschrauber in Deutschland eine Zulassung erhielt.
Die maximale Abflugmasse für Ultraleichtfluggeräte dieses Typs (Tragschrauber) war auf 450 Kilogramm festgelegt und wurde im Dezember 2012 auf 560 Kilogramm erhöht.
Im Jahr 2008 wurde der Nachfolger des MT-03, der MTOsport vorgestellt. Der MTOsport unterscheidet sich optisch nur geringfügig vom MT-03, wurde aber aerodynamisch verbessert. Er ist ebenfalls ein offener Zweisitzer mit hintereinander angeordneten Sitzen. Der 2009 vorgestellte Calidus ist ein Zweisitzer mit hintereinander angeordneten Sitzen mit geschlossener oder teils offener Kabine. Beim am 12. April 2011 vorgestellten Cavalon befinden sich die Sitze des Piloten und des Passagiers nebeneinander in der Kabine in Monocoque-Bauweise. Er wurde 2012 mit dem Red Dot Design Award ausgezeichnet. Das Unternehmen zeigte auf der Aero 2016 in Friedrichshafen Abwandlungen des MTOsports und stellte ein neues Modell namens MTOtrigo vor, das in Kooperation mit Shaanxi Baoji Special Vehicles Manufacturing Co. Ltd. hergestellt wurde und den ersten dreisitzigen Tragschrauber ohne Verkleidung von AutoGyro darstellt.
Angetrieben werden die Luftfahrzeuge durch Rotax-Aircraft-Motoren. In Zusammenarbeit mit Bosch arbeitet AutoGyro an der Serienreife eines Elektro-Tragschraubers.
Alle AutoGyro-Modelle werden am Firmensitz in Hildesheim entwickelt, und mehr als 90 % der Teile werden in eigener Fertigung hergestellt. Die AutoGyro Tragschrauber sind von zahlreichen nationalen Luftfahrtbehörden vollständig zertifiziert und werden zudem von Polizeikräften, Küstenwache und kommerziellen Betreibern weltweit eingesetzt. Dabei ist AutoGyro der weltweit der einzige Hersteller von Tragschraubern mit Zertifizierungszulassung für den kommerziellen Flugbetrieb von Tragschraubern.
Das Unternehmen meldete 2020 Insolvenz an.

## Produkte

### Konsolen-Tragschrauber
Tragschrauber ohne Cockpit mit Steuerkonsole
- MTOfree (Variante des MTOsports ohne Verkleidung)[11]

### Gondel-Tragschrauber
Tragschrauber mit Cockpit in Gondel
- MT03 (Erster in Deutschland zugelassener Ultraleicht-Tragschrauber)
- MTOsport (2010) (Nachfolger des MT-03)[12]
- MTOsport (2017) (Weiterentwicklung des MTOsport (2010))[13]

#### Sondermodelle
- MTOagric (Variante des MTOsports für Agrareinsätze)[14]
- MTOnautic (Variante des MTOsports mit Schwimmern)[15]
- MTOtrigo (Erster dreisitziger Tragschrauber ohne Verkleidung von AutoGyro, der in Kooperation mit Shaanxi Baoji Special Vehicles Manufacturing Co. Ltd. hergestellt wurde)

### Kabinen-Tragschrauber

#### Tandem-Sitzanordnung
- Calidus (Geschlossener Tandem-Sitz Ultraleicht-Tragschrauber)[16]

#### Seit-an-Seit-Sitzanordnung
- Cavalon (Geschlossener Side-By-Side-Sitz Ultraleicht-Tragschrauber)[17]
- CavalonPRO (Variante des Cavalons mit verschiedenen Ausstattungsvarianten für kommerzielle Bereiche)[18]
- eCavalon (elektrisch angetriebene Variante des Cavalon)[19]